# Carsko selo
Carsko selo (rusko: Ца́рское Село́, Carskoje Selo) je muzejski kompleks v mestu Puškin, ki vključuje palače in parke iz 18. - 19. stoletja (Katarinin park s palačo in paviljoni, Aleksandrov park s palačo in paviljoni ter Babolovski park s palačo) in je nekdanja primestna carska rezidenca, ki je bila po nacionalizaciji marca 1918 spremenjena v muzej. Moderno ime je muzej dobil leta 1992.
Carsko selo je eno od kulturnih znamenitosti Sankt Peterburga na seznamu Unescove svetovne dediščine v sklopu Zgodovinsko središče Sankt Peterburga in pripadajoče skupine spomenikov.. Leži 24 km južno od središča Sankt Peterburga.
Od leta 2016 muzej obnavlja Aleksandrovo palačo, paviljon Kapela, carsko kmetijo, kovinske mostove v Aleksandrovem parku in cerkev Kristusovega vstajenja v Katarini.
Mesto je imelo do leta 1918 različna imena: Carsko selo, Decko selo (rusko: Детское Село, lit. 'Otroška vas', 1918-1937), nato Puškin (rusko: Пушкин, 1937 naprej).

## Toponimija in etimologija
Naselje, ki se danes imenuje Carsko selo, je bilo prvič omenjeno leta 1502 kot Sarica - v Popisni listi plač na Novgorodski Vodski Pjatini. Na zemljevidih, sestavljenih za Borisa Godunova, ima posestvo podobno ime. Leta 1617 so Švedi to ozemlje odvzeli Novgorodu in ga preimenovali v Saricgof. V jeziku avtohtonega prebivalstva je Saari-mois ('kraj na hribu') . Zaradi tega je v ruščini - do takrat, ko so posesti zavzeli Rusi in posebej za Aleksandra Menšikova - toponim Dvorec Sarskaja. Tu se leta 1711 - po razglasitvi Katarine kot »prave carice« - začne oblikovanje palače, Carsko selo.
Ni točno znano, kdaj je običajna različica izgovora in črkovanja postala normalna. Še v začetku 19. stoletja je obstajalo zastarelo ime (tudi v uradnih dokumentih). V odloku cesarja Aleksandra I. iz leta 1808 beremo : »To združeno mesto se danes imenuje mesto Sarskoje Selo ali Sofija«. To ime je prisotno v pesmih Deržavina in Lomonosova, v pismih Turgenjeva in pravosodnega ministra, pesnika s polovičnim delovnim časom I. I. Dmitrieva. In celo njegov varovanec, avtor slovitega 19. oktobra A. S. Puškina, ima pisma in osnutek satire.

## Katarinin park
Obsega površino 107 hektarjev. Sestavljen je iz navadnega Starega vrta (1717-1720-ih, vrtnih mojstrov J. Rozena in I. Fochta) in angleškega krajinskega parka (1760-1796, vrtnih mojstrov J. Busha, T. Ilyina, arhitekta V. I. Neyelova) ločena z velikim ribnikom. Poimenovana po carici Katarini I.

### Palača Katarine Velike
Sodoben videz palače je nastal kot rezultat prestrukturiranja palače, ki jo je v letih 1717-1723 zgradil arhitekt I. F. Braunstein. V letih 1743–1756 so delo najprej vodili arhitekti M. G. Zemcov, A. V. Kvasov in S. I. Čevakinski, nato pa F. B. Rastrelli. Rastrelli je glavni avtor arhitekturne rešitve stavbe in veličastne kiparske dekoracije njenih fasad v ruskem baročnem slogu, pa tudi celotne notranje postavitve in dekoracije dvoran sredi 18. stoletja. Od zahoda meji na glavno dvorišče, ki ga krasijo enonadstropne polkrožne stavbe in kovana ograja s pozlačenimi detajli in vrati ob osrednji osi palače. Stavbe, zgrajene na koncu 18. stoletja, mejijo na stranske fasade palače. Na severni strani je štirinadstropno krilo (pozneje je gostilo licej, zdaj Spominski muzej - licej, podružnica Vseruskega muzeja A. S. Puškina), ki ga je s palačo povezan z lokom nad Sadovo ulico (arhitekt I. V. Neelov), z južne - Zubovsky gospodarska poslopja (arhitekt J. M. Felten). Od jugovzhoda meji komplet galerije Cameron, hladne kopeli, viseči vrt in klančina (1780-1794, arhitekt C. Cameron). Ena najbolj znanih sob palače Katarine Velike je Jantarna soba. Junija 2019 se je za obiske odprla priljubljena caricčina Levja soba, ki je bila od leta 1941 nedostopna.
- Ermitaž je dvonadstropni osmerokotni paviljon s kupolo, stebri in štukaturami (1744-1754, arhitekti M. G. Zemcov, F. B. Rastrelli). Uporablja se za poletne sprejeme kraljevih gostov.
- Jamski paviljon z azurnimi stenami in belimi stebri, okrašen s štukaturami, namenjenimi morskim subjektom (1749-1761, arhitekt F. B. Rastrelli).
- Admiralteta je skupina zgradb, izdelanih iz ometane opeke z belimi vogali in lancetnimi okni, okronani z gotskimi stopničasti stolpi in fialami (1773-1777, arhitekt I. V. Neyelov).

## Aleksandrov Park
Obsega površino 188 hektarjev. Sestavljen je iz klasičnega dela (Novy Sad, 1740-ih, avtor projekta N. Girard) in krajinskega parka (1790-ih) s tremi ribniki in hribom. V zahodnem delu parka teče reka Kuzminka, ki jo blokira jez.

### Aleksandrova palača
Zgradil jo je v letih 1792-1796 arhitekt J. Quarenghi v klasicističnem slogu za velikega vojvodo Aleksandra Pavloviča, bodočega carja Aleksandra I. Palača je dvonadstropna stavba, podolgovata, z dvojnimi krili na vsaki strani. V središču glavne severne fasade dve vrsti stebrov korintskega reda tvorita veličastno kolonado. S strani Aleksandrovega parka je fasada stavbe rešena v obliki pol tone, blokirana sferična kupola. Ga obnavljajo.

## Zgodovina
Kraljeva gozdarska šola, morda prva tovrstna šola v Rusiji, je bila ustanovljena v Carskem selu leta 1803; leta 1811 so jo preselili v Sankt Peterburg, da bi postala cesarski gozdarski inštitut. 

## Vzdevek za elitne sovjetske soseske
Pod Sovjetsko zvezo je vzdevek carska vas prišel v bloke in majhne soseske, v katerih so živele nomenklature (sovjetske elite). Njihove prodajalne so bile bolje založene, čeprav jih je še vedno prizadelo pomanjkanje sovjetske dobe. Stavbe v soseskah so bile bolje zasnovane, zgrajene in vzdrževane. Ena taka soseska, zahodno od Moskve, je imela manj industrije in več parkov kot katera koli druga soseska. 